# Let's Get Together Now
〈Let's Get Together Now〉는 2002년 3월 13일에 발매한 Voices of KOREA/JAPAN의 싱글이다.

## 개요
- 2002년 FIFA 월드컵의 공식 로컬 주제곡이다.
- 광복 이후 공식적으로 일본 가수가 부르는 일본어 노래가 처음으로 국내 지상파 TV를 탄 노래이기도 하다.[1]

## 멤버
- CHEMISTRY
- Sowelu
- 박정현
- 브라운아이즈 (나얼, 윤건)

## 수록곡
1. Let's Get Together Now (JAPAN ver.)
  - 작사：사와모토 요시미쓰, 마쓰오 키요시 ／ 작곡：카와구치 다이스케, 김형석 ／ 편곡 : 김형석
2. Let's Get Together Now (KOREA ver.)
  - 작사：박정현, 김형석 / 작곡 : 다이스케 가와구치, 김형석 ／ 편곡 : 김형석
3. Let's Get Together Now (JAPAN ver.)～LESS VOCAL
4. Let's Get Together Now (KOREA ver.)～LESS VOCAL

## 커버
- 조니 우즈 "GROOVE ~ 영원히 / Let 's Get Together Now" (2002년 4월 24일)

- 12.Let 's Get Together Now
- 옴니버스 "2002 FIFA WORLD CUP TM OFFICIAL ALBUM SONGS OF KOREA / JAPAN" (2002년 5월 29일)

- Disk-1 02.Let 's Get Together Now (KOREA / JAPAN ver.)
- 가와구치 다이스케 "Sunshine After Monsoon" (2004년 5월 19일)

- 03.Let 'Get Together Now
- CHEMISTRY "Second to None" (2003년 1월 8일)

- 10.Let 's Get Together Now (Tokyo Calling) / Interlude ~ @ Yuigahama, KAMAKURA ~

## 활동/방송
- 2002년 3월 22일: 한ㆍ일 국민 교류의 해 기념의 밤 행사 (장소 - 대한민국 서울 하얏트 호텔)[2]
- 2002년 3월 23일: KBS2 연예가 중계 (인터뷰)
- 2002년 4월 5일: TV 아사히 뮤직스테이션
- 2002년 5월 30일: 월드컵 전야제 (장소 - 대한민국 서울 월드컵 경기장 앞 평화의 공원)

2002 FIFA 월드컵 문화 큰잔치 경축 전야제 (KBS2, MBC, SBS 지상파 동시 방송)
- 2002년 5월 31일: 월드컵 개막식 (장소 - 대한민국 서울 월드컵 경기장)
- 2002년 6월 28일: FIFA 한ㆍ일 월드컵 공식 콘서트 (장소 - 일본 도쿄 스타디움)
- 2002년 6월 30일: 월드컵 폐막식 (장소 - 일본 요코하마 월드컵 경기장)

## 같이 보기
- Voices of KOREA/JAPAN
- 2002년 FIFA 월드컵 공식 음반